# Mantis macrocephala
Mantis macrocephala är en bönsyrseart som beskrevs av Aare Lindt 1974. Mantis macrocephala ingår i släktet Mantis och familjen Mantidae.

## Underarter
Arten delas in i följande underarter:
- M. m. macrocephala
- M. m. brevidorsa
- M. m. cama
- M. m. polyphaga
- M. m. scanda